# Ciutat Vella de la Corunya

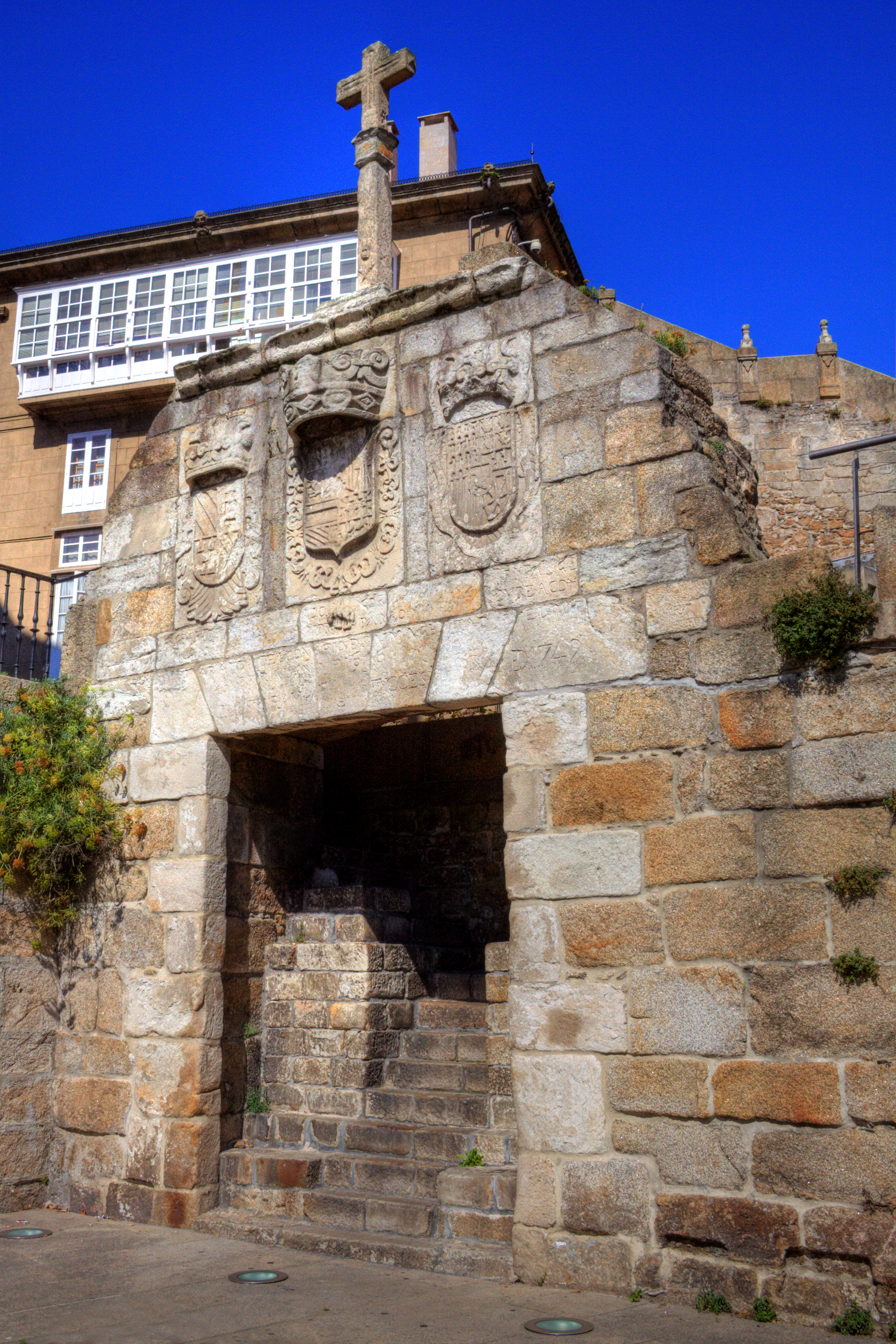
Porta da Cruz de la muralla.

La Ciutat Vella de la Corunya (en gallec: Cidade Vella) es correspon amb el primer assentament urbà i està declarat Conjunt Historicoartístic. En el seu interior es troben la majoria dels edificis històrics i els seus carrers encara conserven el seu traçat antic i moltes edificacions antigues.
Les fortificacions que protegien el recinte de la Cidade Vella van tenir el seu origen en el regnat d'Enric III, en els últims anys del segle xiv. Es conserven restes de les muralles defensives i tres portes que obrien la ciutat al mar al llarg del passeig do Parrote, davant de la badia:
- Porta de San Miguel, construïda el 1607 davant del Castell de Santo Antón.
- Porta do Cravo, construïda el 1676 davant del Jardí de San Carlos.
- Porta da Cruz o do Parrote, construïda el 1676 davant el Palau de la Capitania General.

També es conserva el baluard conegut com a Fortaleza Vella, que és l'actual Jardí de San Carlos.

## Galeria d'imatges

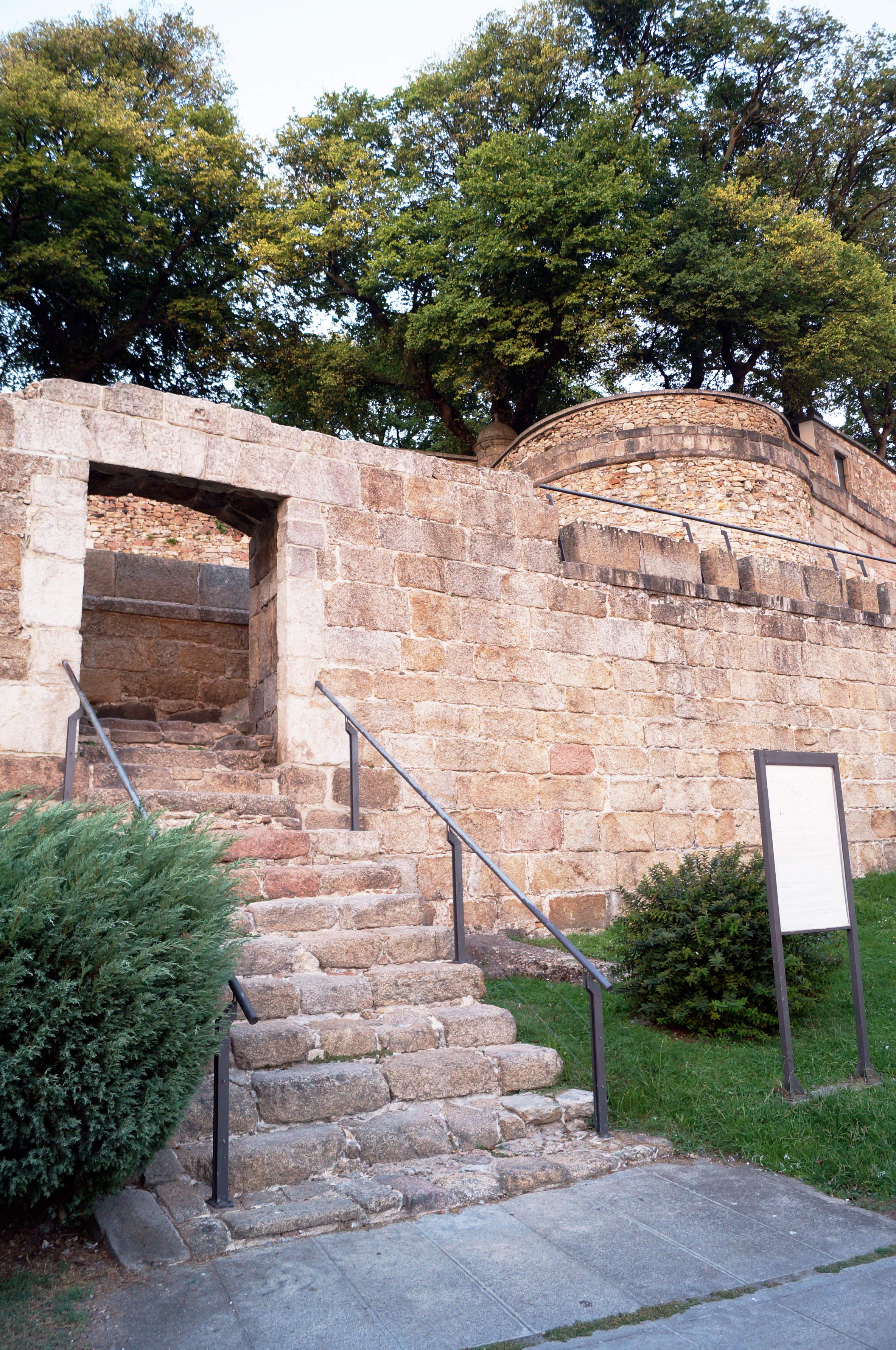
Porta do Cravo
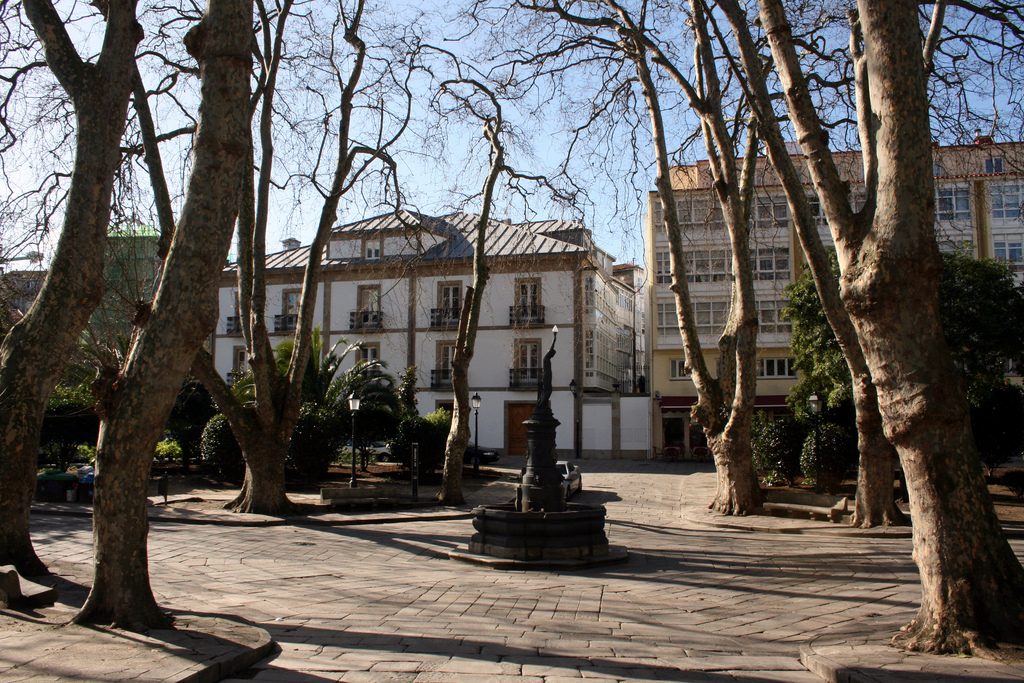
Praza de Azcárraga
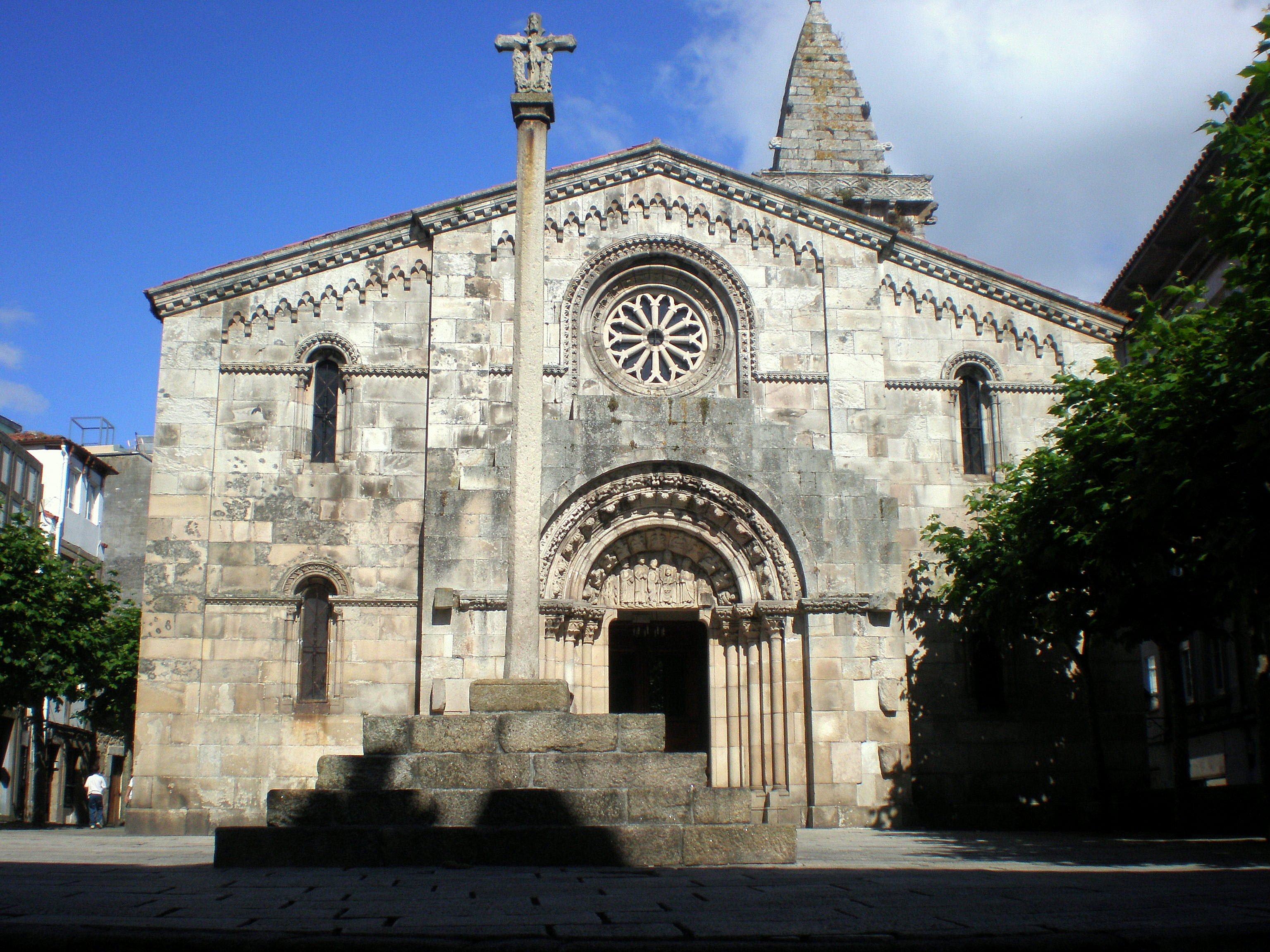
Col·legiata de Santa María do Campo
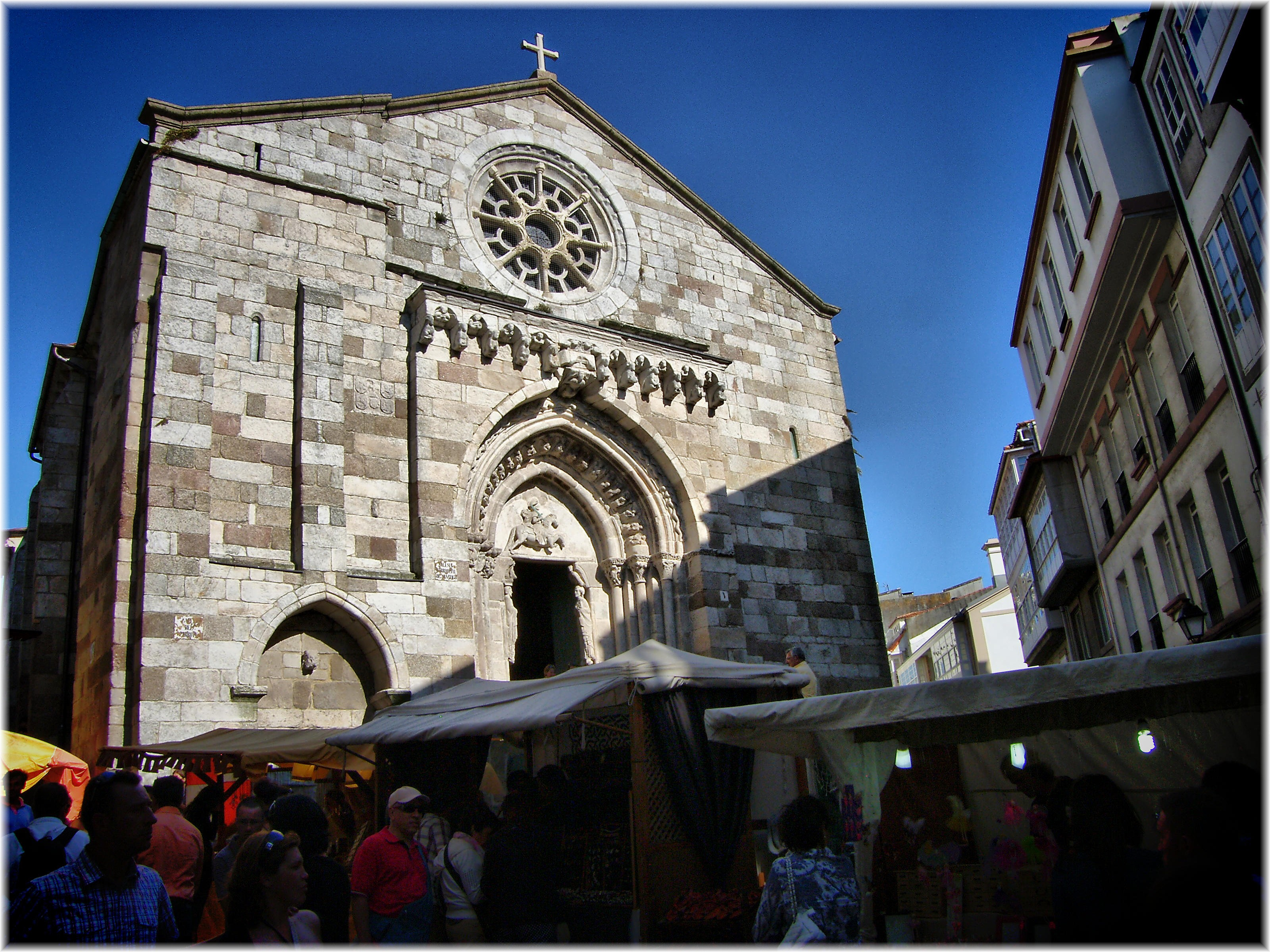
Església de Santiago
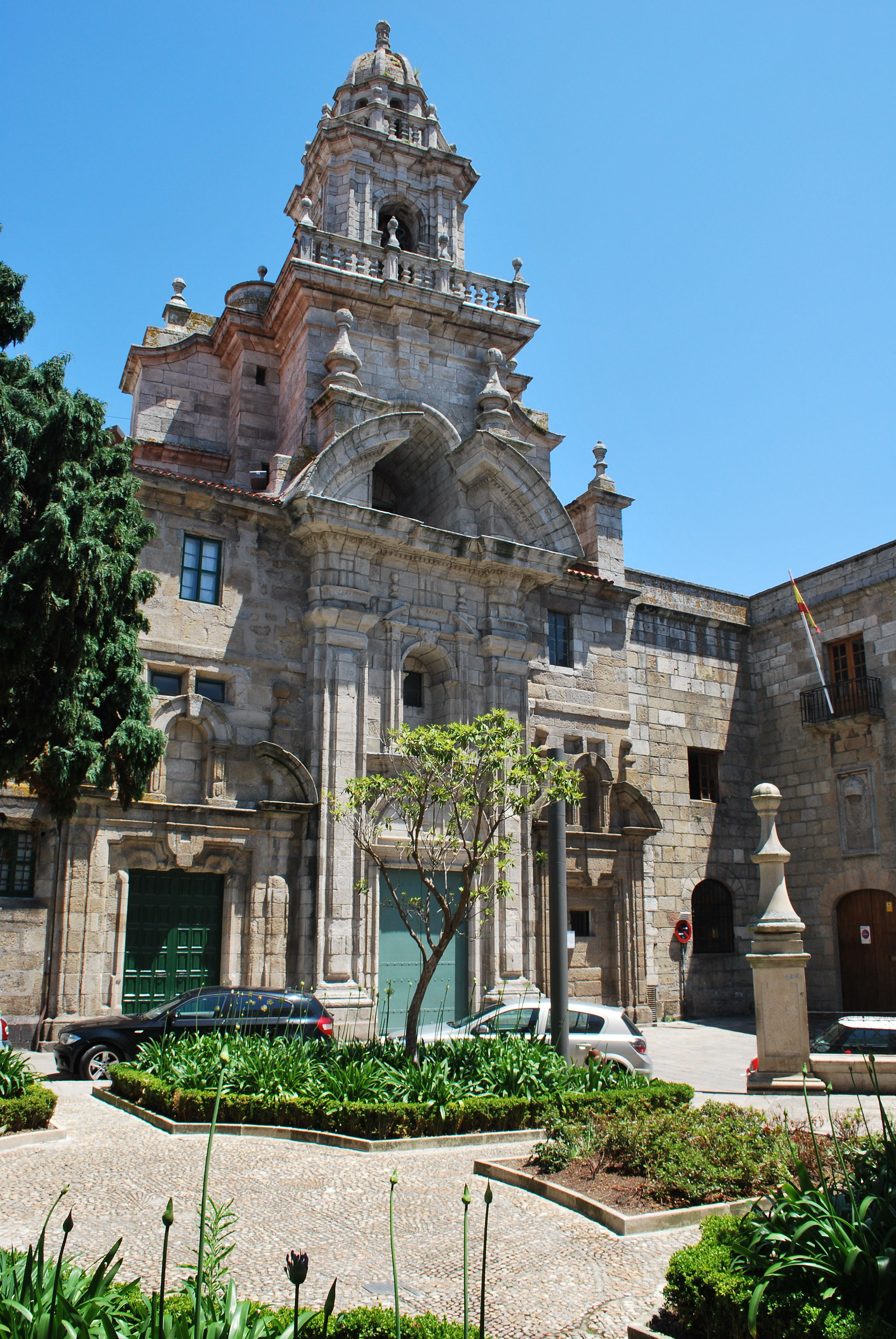
Convent de San Domingos